# Cordillacris
Cordillacris is een geslacht van rechtvleugeligen uit de familie veldsprinkhanen (Acrididae). De wetenschappelijke naam van dit geslacht is voor het eerst geldig gepubliceerd in 1901 door Rehn.

## Soorten
Het geslacht Cordillacris omvat de volgende soorten:
- Cordillacris crenulata Bruner, 1889
- Cordillacris occipitalis Thomas, 1873